# بودغوريتسا

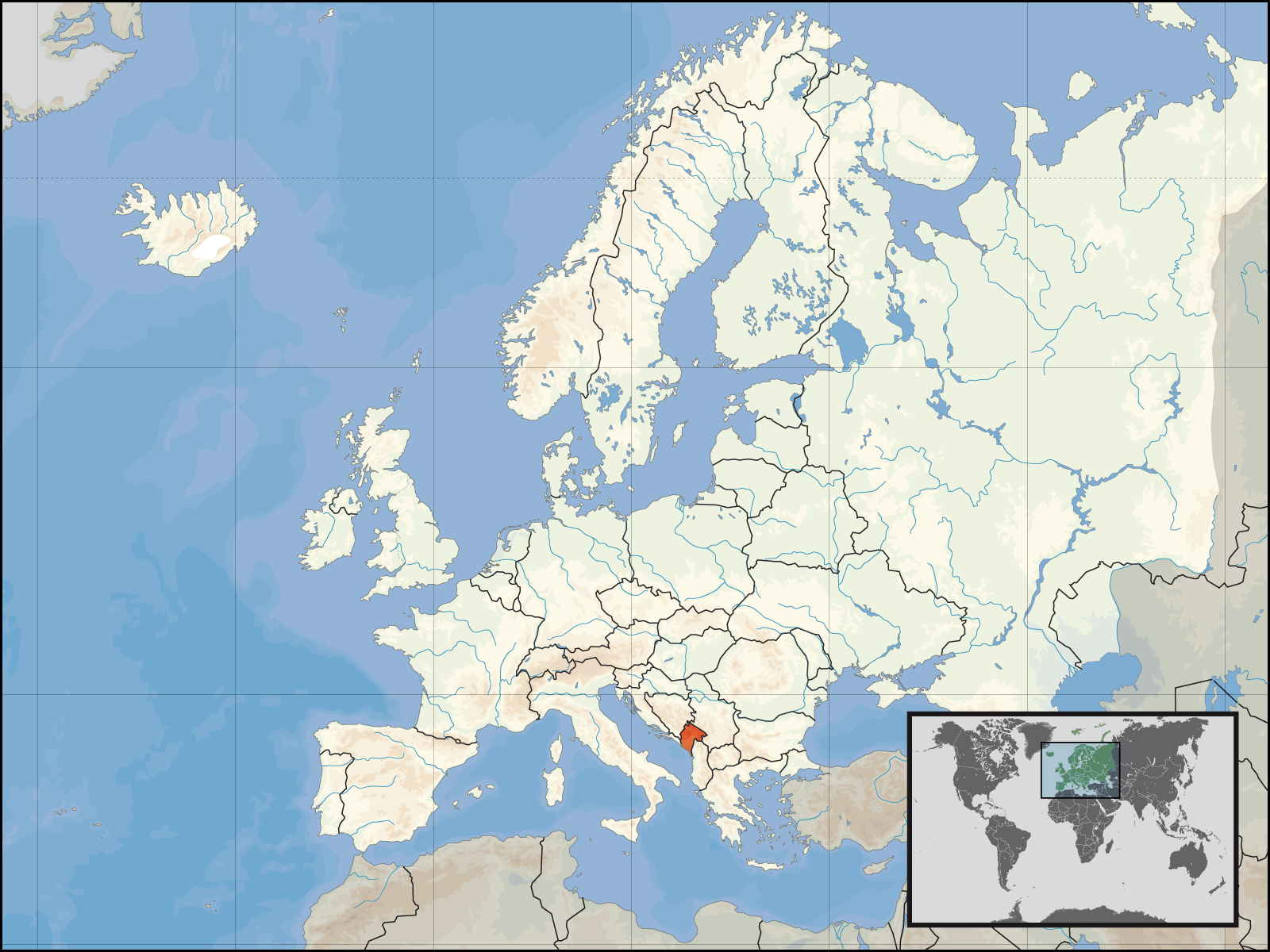
موقع الجبل الأسود

بودغوريتشا (معروفة سابقاً باسم تيتوغراد وريبنيكا) هي عاصمة الجبل الأسود. وتقع على ارتفاع 44 متراً فوق مستوى سطح البحر. حسب إحصاء عام 2003 يبلغ تعداد السكان 136473 ؛ أي حوالي 22 ٪ من سكان هذه الجمهورية. الموقع الجغرافي الإيجابي بودغوريتشا في الملتقي من ريبنيكا موراشا الأنهار وجعل مدينة جذابة موقع المستوطنة. تبعد المدينة بضع كيلومترات من مراكز التزلج الشتوية في الشمال والجنوب على البحر الأدرياتيكي كما في متناولهم. ولموقع المدينة أثر كبير في التطور السريع. الاسم يعني حرفيا «تحت جوريكا» باللغة الصربية. غوريكا (تعني «تذكر الجبال» هو اسم أحد الجبال التي تشرف علي البلدة. المدينة عرفت باسم لدوكليا قبل العصر الروماني وروما. وفي العصور الوسطى، عرفت المدينة باسم ريبنيكا، وبين 1945 و 1992 كانت تدعى تيتوغراد. وفي بودغوريتشا توجد عدة مسارح ومكتبات وجامعات.

## تاريخيًا

### التاريخ المبكر
تقع بودغوريتسا على مفترق طرق ذو أهمية تاريخية، بالقرب من أنهار زيتا وموراتشا وسييفنا وريبنيكا وسيتنيسا وماريزا في وادي بحيرة سكادار وبالقرب من البحر الأدرياتيكي، في الأراضي المنخفضة الخصبة ذات المناخ الملائم. كانت أقدم المستوطنات البشرية فيها في عصور ما قبل التاريخ، وأقدم البقايا المادية تعود إلى أواخر العصر الحجري.
في العصر الحديدي، كانت المنطقة الواقعة بين وادي زيتا وبجيلوبافليسي مأهولة بقبيلتين إيليريتين، هما لابيتيس ودوكلاتاي. كان عدد السكان الدوكلاتايين يتراوح بين 8 و10 آلاف نسمة. أصبحت الكثافة السكانية العالية (في منطقة نصف قطرها حوالي 10 كم (6 ميل)) ممكنة بفضل الموقع الجغرافي والمناخ الملائم والظروف الاقتصادية والمواقع الدفاعية التي كانت ذات أهمية كبيرة في ذلك الوقت.
ذُكر اسم بودغوريتسا لأول مرة في عام 1326 في وثيقة المحكمة الخاصة بأرشيف كوتور. كانت المدينة قوية اقتصاديًا، ازدهرت الطرق التجارية بين جمهورية راغوزا وصربيا في ذلك الوقت عبر الطريق المؤدي إلى بودغوريتسا بالمرور بتريبينيي ونيكشيتش. باعتبارها مفترق طرق مزدحم، كانت بودغوريتسا مركزًا إقليميًا نابضًا بالحياة والتجارة والاتصالات. وعزز هذا تطورها وقوتها الاقتصادية والعسكرية وأهميتها الاستراتيجية.

### الإمبراطورية العثمانية
استولت الإمبراطورية العثمانية على بودغوريتسا في عام 1474. وأصبحت بودغوريتسا قضاءً تابعًا لسنجق سكوتاري (الذي كان يقوده تاريخيًا الباشوات الألبان). في عام 1479، بنى العثمانيون قلعة كبيرة في بودغوريتسا، وأصبحت المستوطنة الحالية، بعلاقاتها التجارية المتطورة للغاية، المعقل الدفاعي والهجومي الرئيسي للعثمانيين في المنطقة. في بداية عام 1474، عزم السلطان العثماني على إعادة بناء بودغوريتسا وباليتش وتوطينهما بـ 5000 عائلة مسلمة (معظمهم من أصل ألباني أو سلافي)، وذلك من أجل وقف التعاون بين إمارة زيتا وألبانيا الفينيسية.
سقطت بودغوريتسا مرة أخرى في يد العثمانيين عام 1484، وتغير بعد ذلك طابع المدينة على نطاق واسع. حصّن العثمانيون المدينة، وبنوا الأبراج والبوابات والأسوار الدفاعية التي أعطت بودغوريتسا مظهر المدينة العسكرية العثمانية.
وقعت معظم أراضي الجبل الأسود وبودغوريتسا تحت حكم عائلة بوشاتي الألبانية في شكودرا بين عامي 1760 و1831، والتي حكمت بشكل مستقل عن السلطة الإمبراطورية للسلطان العثماني.
في عام 1864، أصبحت بودغوريتسا قضاءً تابعًا لولاية سكوتاري يُدعى بوغورتلين (Burguriçe).
في 7 أكتوبر 1874، في رد فعل عنيف على مقتل مواطن محلي يُدعى جوسو موسين كرنيتش، قتلت القوات العثمانية ما لا يقل عن 15 شخصًا في بودغوريتسا. أُبلغ عن المذبحة على نطاق واسع خارج الجبل الأسود وساهمت في النهاية في تفاقم حرب الجبل الأسود العثمانية.
أدت نهاية حرب الجبل الأسود العثمانية في عام 1878 إلى اعتراف مؤتمر برلين بمناطق شاسعة، بما في ذلك منطقة بودغوريتسا، كجزء من إمارة الجبل الأسود المعترف بها حديثًا. في ذلك الوقت كان هناك حوالي 1500 منزل في بودغوريتسا، يعيش فيه أكثر من 8000 شخص من الأرثوذكس، والروم الكاثوليك، والمسلمين الذين ازدهروا معًا.

### مملكتا بتروفيتش وكاراجوريفيتش
بعد مؤتمر برلين عام 1878، انضمت بودغوريتسا إلى إمارة الجبل الأسود، مما يمثل نهاية أربعة قرون من الحكم العثماني، وبداية حقبة جديدة لبودغوريتسا والجبل الأسود. شوهدت الأشكال الأولى لتركّز رؤوس الأموال في المنطقة في عام 1902 عندما بُنيت الطرق المؤدية إلى جميع المدن المجاورة، وأصبح التبغ أول منتج تجاري مهم في بودغوريتسا. في عام 1904، شكل بنك الادخار المسمى زيتسكا أول مؤسسة مالية كبيرة تطورت وأصبحت بعد ذلك بنك بودغوريتسا.
كانت الحرب العالمية الأولى بمثابة نهاية التطور الديناميكي لبودغوريتسا، التي كانت في ذلك الوقت أكبر مدينة في مملكة الجبل الأسود المعلنة حديثًا. في 10 أغسطس 1914، قُتل تسعة أفراد عسكريين و13 مدنيًا في بودغوريتسا بسبب قصف جوي شنته قوات الطيران النمساوية المجرية. قُصفت المدينة ثلاث مرات في عام 1915. إلى جانب بقية المملكة، احتلت النمسا-المجر بودغوريتسا منذ عام 1916 حتى عام 1918.
بعد تحرير الحلفاء في عام 1918، أعلنت جمعية بودغوريتسا (أو المعروفة باسم الجمعية الشعبية الكبرى للشعب الصربي في الجبل الأسود) المثيرة للجدل نهاية دولة الجبل الأسود، إذ دُمج الجبل الأسود مع مملكة صربيا ومن ثم مع مملكة الصرب والكروات والسلوفينيين. بلغ عدد سكان بودغوريتسا الحضرية خلال فترة ما بين الحربين حوالي 14000 نسمة.
خلال فترة ما بين الحربين العالميتين (1918-1941)، كان في بودغوريتسا حمامات عامة؛ فلم يكن لدى معظم السكان حمامات خاصة بهم. ومع ذلك، كان يحتوي فندق إمبريال الذي بُني عام 1925 على حمامين، وهو أمر غير مسبوق في ذلك الوقت. كان واحدًا من الفنادق الستة التي بنيت في المدينة خلال فترة ما بين الحربين العالميتين.

## المناخ
يظهر الجدول التالي التغييرات المناخية على مدار السنة لبودغوريتسا:
| البيانات المناخية لـبودغوريتسا                                | البيانات المناخية لـبودغوريتسا | البيانات المناخية لـبودغوريتسا | البيانات المناخية لـبودغوريتسا | البيانات المناخية لـبودغوريتسا | البيانات المناخية لـبودغوريتسا | البيانات المناخية لـبودغوريتسا | البيانات المناخية لـبودغوريتسا | البيانات المناخية لـبودغوريتسا | البيانات المناخية لـبودغوريتسا | البيانات المناخية لـبودغوريتسا | البيانات المناخية لـبودغوريتسا | البيانات المناخية لـبودغوريتسا | البيانات المناخية لـبودغوريتسا |
| الشهر                                                         | يناير                          | فبراير                         | مارس                           | أبريل                          | مايو                           | يونيو                          | يوليو                          | أغسطس                          | سبتمبر                         | أكتوبر                         | نوفمبر                         | ديسمبر                         | المعدل السنوي                  |
| ------------------------------------------------------------- | ------------------------------ | ------------------------------ | ------------------------------ | ------------------------------ | ------------------------------ | ------------------------------ | ------------------------------ | ------------------------------ | ------------------------------ | ------------------------------ | ------------------------------ | ------------------------------ | ------------------------------ |
| الدرجة القصوى °م (°ف)                                         | 18 (64)                        | 22 (72)                        | 26 (79)                        | 31 (88)                        | 33 (91)                        | 38 (100)                       | 43 (109)                       | 44.6 (112.3)                   | 39 (102)                       | 30 (86)                        | 23 (73)                        | 19 (66)                        | 44.6 (112.3)                   |
| متوسط درجة الحرارة الكبرى °م (°ف)                             | 9.5 (49.1)                     | 11.3 (52.3)                    | 15.0 (59.0)                    | 19.1 (66.4)                    | 24.3 (75.7)                    | 28.3 (82.9)                    | 31.8 (89.2)                    | 31.6 (88.9)                    | 27.4 (81.3)                    | 21.7 (71.1)                    | 15.5 (59.9)                    | 11.1 (52.0)                    | 20.6 (69.0)                    |
| المتوسط اليومي °م (°ف)                                        | 5.0 (41.0)                     | 6.8 (44.2)                     | 10.0 (50.0)                    | 13.9 (57.0)                    | 19.0 (66.2)                    | 22.8 (73.0)                    | 26.0 (78.8)                    | 25.6 (78.1)                    | 21.4 (70.5)                    | 15.9 (60.6)                    | 10.5 (50.9)                    | 6.5 (43.7)                     | 15.3 (59.5)                    |
| متوسط درجة الحرارة الصغرى °م (°ف)                             | 1.4 (34.5)                     | 3.2 (37.8)                     | 5.8 (42.4)                     | 9.2 (48.6)                     | 13.6 (56.5)                    | 17.3 (63.1)                    | 20.3 (68.5)                    | 20.2 (68.4)                    | 16.5 (61.7)                    | 11.6 (52.9)                    | 6.8 (44.2)                     | 2.9 (37.2)                     | 10.7 (51.3)                    |
| أدنى درجة حرارة °م (°ف)                                       | −11 (12)                       | −10 (14)                       | −8 (18)                        | 0 (32)                         | 4 (39)                         | 10 (50)                        | 12 (54)                        | 11 (52)                        | 7 (45)                         | 0 (32)                         | −4 (25)                        | −10 (14)                       | −11 (12)                       |
| الهطول مم (إنش)                                               | 191.6 (7.54)                   | 166.5 (6.56)                   | 159.0 (6.26)                   | 145.2 (5.72)                   | 89.8 (3.54)                    | 63.3 (2.49)                    | 38.5 (1.52)                    | 65.9 (2.59)                    | 119.6 (4.71)                   | 164.2 (6.46)                   | 238.5 (9.39)                   | 217.2 (8.55)                   | 1٬659٫3 (65.33)                |
| متوسط أيام هطول الأمطار (≥ 0.1 mm)                            | 12                             | 12                             | 12                             | 13                             | 10                             | 9                              | 5                              | 6                              | 7                              | 9                              | 14                             | 13                             | 122                            |
| متوسط الرطوبة النسبية (%)                                     | 72                             | 68                             | 65                             | 65                             | 63                             | 60                             | 52                             | 52                             | 62                             | 68                             | 75                             | 74                             | 65                             |
| ساعات سطوع الشمس الشهرية                                      | 122.7                          | 126.0                          | 170.0                          | 193.5                          | 250.8                          | 276.3                          | 339.7                          | 314.1                          | 251.5                          | 201.4                          | 126.4                          | 108.8                          | 2٬481٫2                        |
| المصدر: Hydrological and Meteorological Service of Montenegro |                                |                                |                                |                                |                                |                                |                                |                                |                                |                                |                                |                                |                                |

## توأمة
لبودغوريتسا اتفاقيات توأمة مع كل من:
- إسكوبية
- بلغراد
- دبلن
- لوس أنجلوس
- موسكو
- ستوكهولم
- تيرانا
- يريفان
- زغرب
- لوغانو
- تراني
- ناوسا
- لندن

## اقرا أيضا
- سويتي ستيفان
- برج داجبابسكا غورا

## أعلام
- جوفانكا راديتشفيتش
- أنتو دروبنياك
- بريدراغ مياتوفيتش
- ديان سافيتشيفيتش
- نيكولا ميروتيتش